# Li Xi

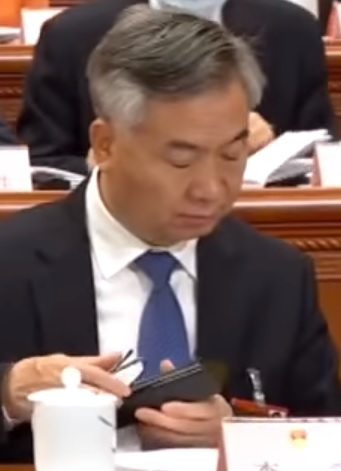
Li Xi (2020)

Li Xi (chinesisch 李希, Pinyin Lǐ Xī; * Oktober 1956 im Kreis Liangdang in der Provinz Gansu) ist ein chinesischer Politiker und seit Oktober 2017 Mitglied des 19. und 20. Politbüros der Kommunistischen Partei Chinas und Parteisekretär der Provinz Guangdong. Er wurde am 23. Oktober 2022 in den  Ständigen Ausschuss des Politbüros der Kommunistischen Partei Chinas gewählt und übernahm die Leitung der Zentralen Disziplinarkommission der Partei.

## Werdegang
Li wurde im Oktober 1956 in Liangdang in der Provinz Gansu geboren. Er trat 1982 der Kommunistischen Partei Chinas bei. Er absolvierte ein Studium der chinesischen Sprache und Literatur an der Pädagogischen Universität Nordwestchinas und hat einen Doktorgrad von der Tsinghua-Universität in Wirtschaftswissenschaften.
Er hatte verschiedene Positionen in der Provinz Shaanxi inne und war stellvertretendes Mitglied des 17. Zentralkomitees der Kommunistischen Partei Chinas. Er war von 2006 bis 2014 Parteisekretär der Stadt Yan’an der Provinz Shaanxi. Von 2014 bis 2015 war er geschäftsführender Gouverneur der Provinz Liaoning. Ferner war er Mitglied des 18. Zentralkomitees der KPCh und Mitglied der Zentralkommission für Disziplin und Inspektion. Seit Oktober 2017 ist er Mitglied des 19. Politbüros der KPCh.